# Georg von Schellwitz
Georg Christoph Wilhelm Ernst von Schellwitz (* 7. Mai 1897 in Lichtenburg/Stadt Prettin; † März 1974) war ein deutscher Landrat, Regierungspräsident und Politiker.

## Leben
Georg von Schellwitz entstammte einer ursprünglich aus Franken stammenden bürgerlichen Familie. Einzelne Vertreter wurden im 18. Jahrhundert als von Schellwitz nobilitiert. Ein Vetter von Schellwitz war Wilhelm von Grolman.
Nach dem Studium und der Absolvierung des Vorbereitungsdienstes legte Schellwitz am 21. März 1928 die Große Staatsprüfung ab. Ab 1931 arbeitete er im schlesischen Landkreisen Breslau, wurde hier am 1. November 1933 zum Landrat des Landkreises befördert und blieb hier bis 1935. Anschließend wurde er Landrat im Landkreis Neumarkt (1935–1942). 1941 wurde Schellwitz zum Kriegsdienst eingezogen und wurde 1942 Landrat in Hirschberg im Riesengebirge (1942–1945). Zusätzlich war er auch Regierungspräsident.
Nach dem Krieg wurde er Mitglied der Gesamtdeutschen Volkspartei (GVP). Er trat bei der Wahl 1953 im Zuge des DNS im Wahlkreis 163 auf der Landesliste Baden-Württemberg an, konnte aber nur 0,8 % der Stimmen auf sich vereinen. Auch 1965 trat er bei der Wahl an.